# 水煎包
水煎包是河南、山东、福建、廣東、香港和澳門地區與臺灣常見的點心，与“生煎包”相似，有一層薄薄的麵粉水做成的薄衣，餡料有豬肉、干貝等，廣東水煎包加入蝦仁，台灣水煎包加入高麗菜。起鍋時會再灑上一層黑芝麻增添香氣與賣相。據網路調查，臺灣有將辣醬戳進、加入水煎包的吃法。

## 類似餐點
- 生煎包
- 韭菜盒
- 烤饅頭
- 煎餃
- 馅饼

## 延伸閱讀
- 蘭格格. . 彙豪文化. 2006. ISBN 957-876-896-6.
- 熱騰騰的香氣誘惑 水煎包 （页面存档备份，存于） ─ 《閱讀臺北》主題網（531期）